# Jan Gossaert

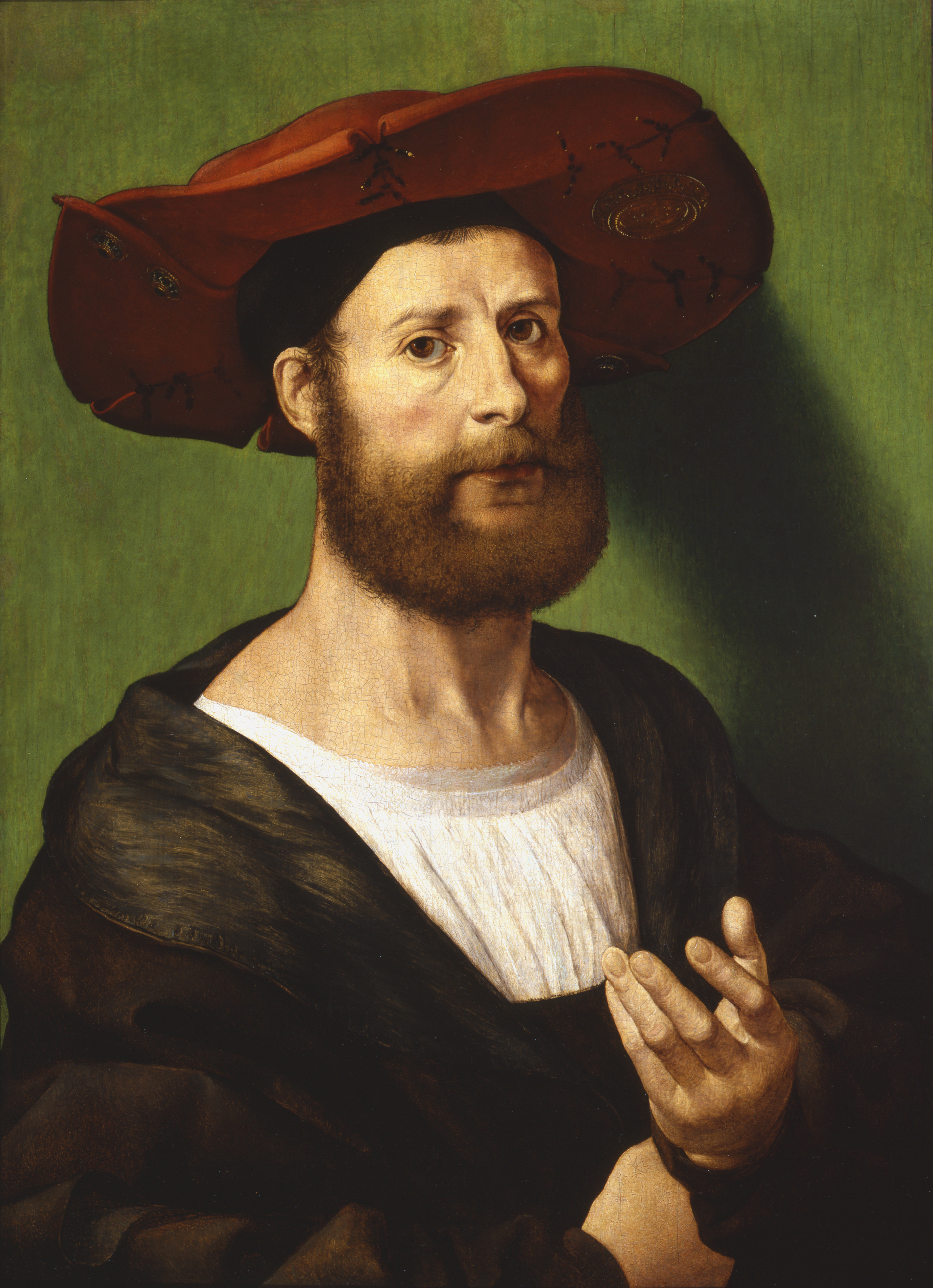
Selbstporträt des Jan Gossaert, um 1515

Jan Gossaert (* um 1478 in Maubeuge; † 1. Oktober 1532 in Antwerpen), auch Jan Gossart, Jan Mabuse, Jenni Gosart oder Jennyn van Hennegouwe, war ein niederländischer Maler.

## Leben
Über sein frühes Leben und speziell den Ort seiner Ausbildung ist kaum etwas bekannt, allerdings lassen seine frühen Arbeiten darauf schließen, dass er von den Malern beeinflusst wurde, die plastische Modelle verwendeten. Gossaert lebte von 1503 bis 1508 zunächst in Antwerpen. Hier heiratete er Margareta de Molder, vermutlich aus der Familie des Bildschnitzers Jan de Molder, und bildete als Lehrling neben anderen Jan van Dornicke (Meister von 1518) aus. Dieser wiederum war vermutlich ein Lehrer von Pieter Coecke van Aelst, in deren beider Werk eine starke Rezeption der Arbeiten von Gossaert stattfand. Später trat Gossaert in den Dienst von Philipp von Burgund. 1508 begleitete er seinen Dienstherren nach Italien. Hier wurde er für sein weiteres Leben und Werk geprägt und diese Reise legte die Grundlage für die obligatorischen Italienreisen der flämischen Maler bis hin zu Rubens und van Dyck. 1509 kehrte er mit Philipp in die Niederlande zurück und ging mit diesem auf dessen Landsitz Zeeland, wo er erste erfolgreiche Arbeiten anfertigte. Philipp bestellte für die Kirche von Middelburg ein Altarbild bei Gossaert, für dessen Inaugenscheinnahme 1521 Albrecht Dürer anreiste. Die Kirche wurde 1568 durch den Brand nach einem Blitzeinschlag zerstört; das Bild könnte sich – abweichend von der Schilderung van Manders – in der Eremitage in Sankt Petersburg (Inv. Nr. 413) erhalten haben.
In Middelburg plante Gossaert in Zusammenarbeit mit Jacopo de Barbari den Ausbau des Schlosses und die Inneneinrichtung desselben. Er hatte auch Verbindung zum Hof der Margarete von Österreich in Mechelen, jedoch wurde Jacopo de Barbari dort Hofmaler. Gossaert schuf in dieser Zeit ein Porträt von Leonore von Portugal und kleinere Werke für Karl V. Als sein Dienstherr Philipp von Burgund Bischof von Utrecht wurde, folgte ihm Gossaert auch dorthin und wurde mit der Dekoration des Amtssitzes Schloss Duurstede beauftragt. Für Christian II. malte er 1523 dessen Hofnarren. 1528 beauftragte ihn derselbe, das Grabmal seiner Frau Isabelle, das Jean de Hare begann, zu beenden. Zweifellos beendete er auch die Porträts der drei Kinder des Königspaares. Als Philipp 1524 starb, entwarf Gossaert dessen Grabmal. Anschließend wechselte er in den Dienst von Philipps Großneffen, Adolf von Burgund, dem Marquis von Veeren.
In dieser Zeit passierte auch eine Episode, die ein Sprichwort im französischen Sprachgebrauch verursachte: Fin contre fin n’est pas bon pour faire doublure (Fein gegen fein wird niemals gutes Futter sein). Eines Tages wurde dem Marquis der Besuch Kaiser Karls V. angemeldet. Um diesen würdig zu empfangen, sollten seine Leute alle in weißen Damast gekleidet erscheinen. Gossaert jedoch verkaufte den wertvollen Stoff, vertrank das Geld und erschien in feines Papier gekleidet. Der Kaiser staunte, als er das sah. Er erklärte, er habe noch nie einen so feinen Stoff gesehen, und ließ Gossaert näher treten. Daraufhin brach der Kaiser in schallendes Gelächter aus. Auf die Frage, warum er das getan habe, antwortete Gossaert, er wollte alle Zuschauer durch diese Feinheit in Erstaunen versetzen. Der erzürnte Marquis wollte Gossaert daraufhin einsperren lassen und prägte den Spruch: »et sache que fin contre fin n’est pas bon pour doublure.« Doch erwirkte der Kaiser einen Erlass der Strafe für Gossaert.
Eine Maria mit Kind wurde 2014 in Zürich für über 2 Millionen Franken versteigert, eines der letzten auf dem Kunstmarkt erhältlichen Werke von Gossaert.

## Werke (Auswahl)
- Heilige Kinder, 16. Jhd. (31,5 × 43 cm, Öl auf Holz; Madrid, Museo del Prado, Inv. Nr. P007866)
- Porträt des Jean de Carondelet, um 1508 (39,6 × 30,3 cm, Öl auf Holz; Toledo, Museum of Art, Inv. Nr. 1935.58)
- Christus am Ölberg, um 1509/10 (85,9 × 63,9 cm, Öl auf Eichenholz; Berlin, Gemäldegalerie, Inv. Nr. 551A)[3]
- Anbetung der Könige, um 1510/15 (179,8 × 163,2 cm, Öl auf Eichenholz; London, National Gallery, Inv. Nr. 2790)
- Christus mit Maria und Johannes dem Täufer, um 1510/20 (122 × 133, Öl auf papierbespanntem Holz; Madrid, Museo del Prado, Inv. Nr. P001510)
- Porträt von Heinrich III. von Nassau, um 1516 (57,2 × 45,8 cm, Öl auf Holz; Fort Worth, Kimbell Art Museum, Inv. Nr. 1979.30)
- Neptun und Amphitrite, 1516 (191,0 × 128,4 cm, Öl auf Eichenholz; Berlin, Gemäldegalerie, Inv. Nr. 648)[4]
- Carondelet-Diptychon, 1517 (53 × 37 cm, Öl auf Holz; Paris, Louvre, Inv. Nr. 1442+1443)
- Porträt eines älteren Ehepaars, um 1520 (48,1 × 69,2 cm, Öl auf pergamentbespannter Leinwand; London, National Gallery, Inv. Nr. 1689)
- Adam und Eva, um 1520 (168,9 × 111,4 cm, Öl auf Holz; London, National Gallery, Inv. Nr. L14)
- zwei Flügel des sog. Salamanca-Triptychons, 1521 (120 × 47 cm, Öl auf Holz; Toledo, Museum of Art, Inv. Nr. 1952.85A+B)
- Maria mit dem Kind, um 1525/30 (47,7 × 37,8 cm, Öl auf Eichenholz; Berlin, Gemäldegalerie, Inv. Nr. 650)[5]
- Porträt eines Mannes mit Rosenkranz, um 1525/30 (69 × 49,1 cm, Öl auf Eichenholz; London, National Gallery, Inv. Nr. 656)
- Danaë, 1527 (144,3 × 95,3 cm, Öl auf Eichenholz; München, Alte Pinakothek, Inv. Nr. 38)
- Maria mit dem Kind, 1527 (30,6 × 24,5 cm, Öl auf Eichenholz; München, Alte Pinakothek, Inv. Nr. WAF 306)
- Maria mit dem Kind, 1527 (30,7 × 24,3 cm, Öl auf Eichenholz; London, National Gallery, Inv. Nr. 1888)
- Maria mit dem Kind, um 1527/30 (63 × 50 cm, Öl auf Holz; Madrid, Museo del Prado, Inv. Nr. P001930)
- Porträt einer jungen Prinzessin (Dorothea von Dänemark?), um 1530/32 (38,2 × 29,1 cm, Öl auf Eichenholz; London, National Gallery, Inv. Nr. 2211)
- Porträt des Francisco de los Cobos y Molina, um 1530/32 (43,8 × 33,7 cm, Öl auf Holz; Los Angeles, J. Paul Getty Museum, Inv. Nr. 88.PB.43)
- Porträt eines Mannes mit Handschuh, um 1530/32 (24,3 × 16,8 cm, Öl auf Eichenholz; London, National Gallery, Inv. Nr. 946)

## Galerie

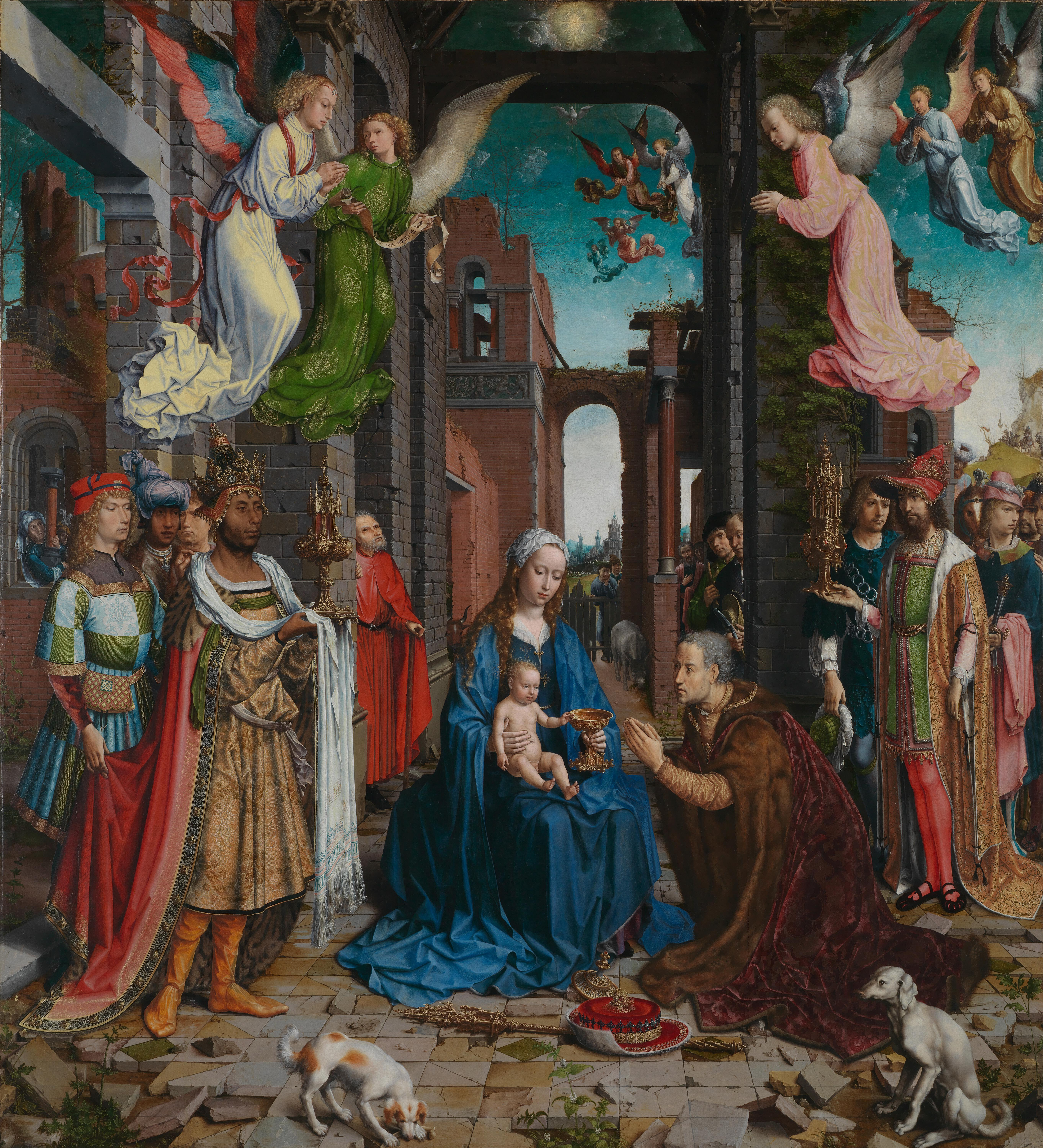
Anbetung der Könige, um 1510/15
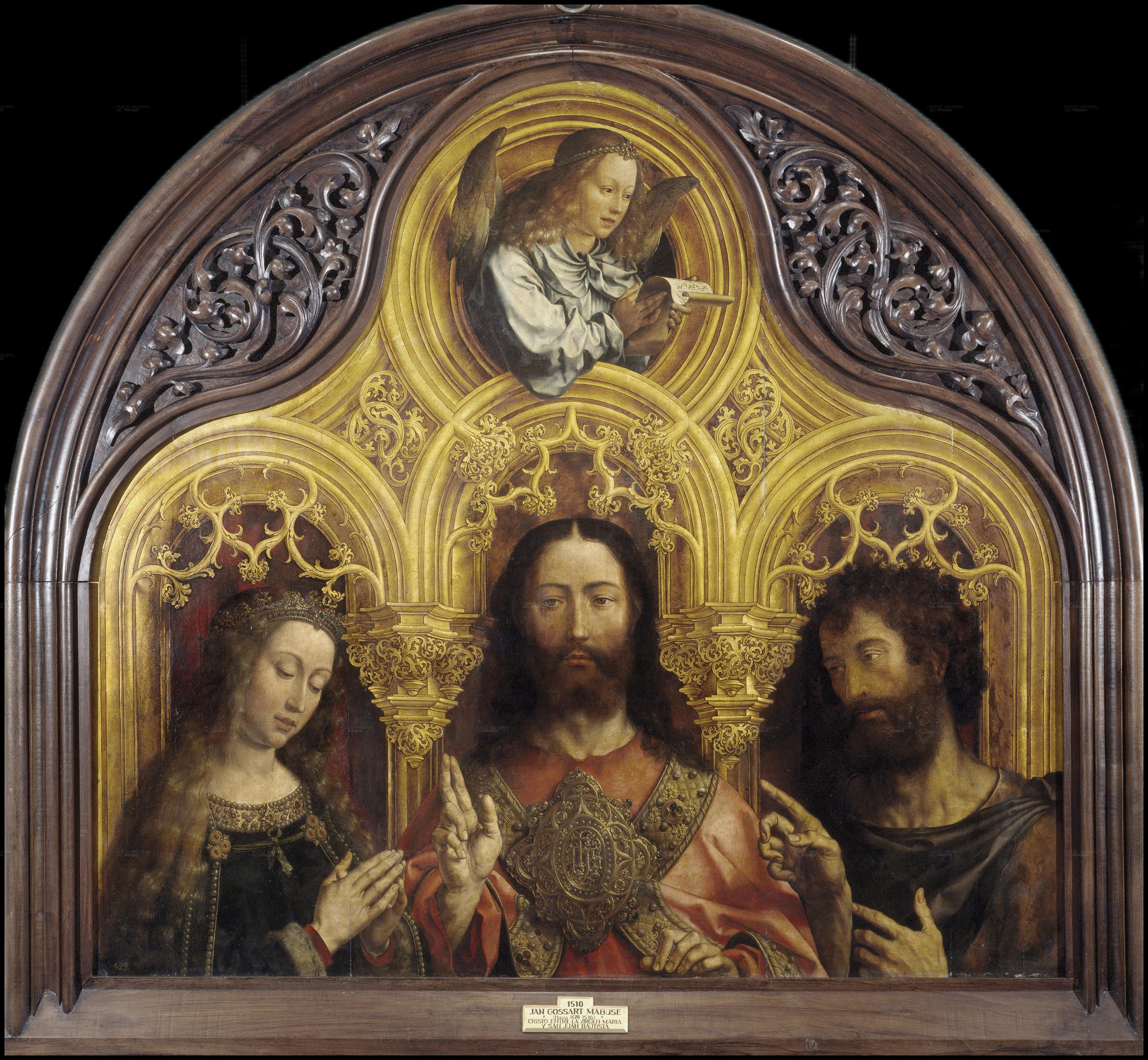
Christus mit Maria und Johannes dem Täufer, um 1510/20
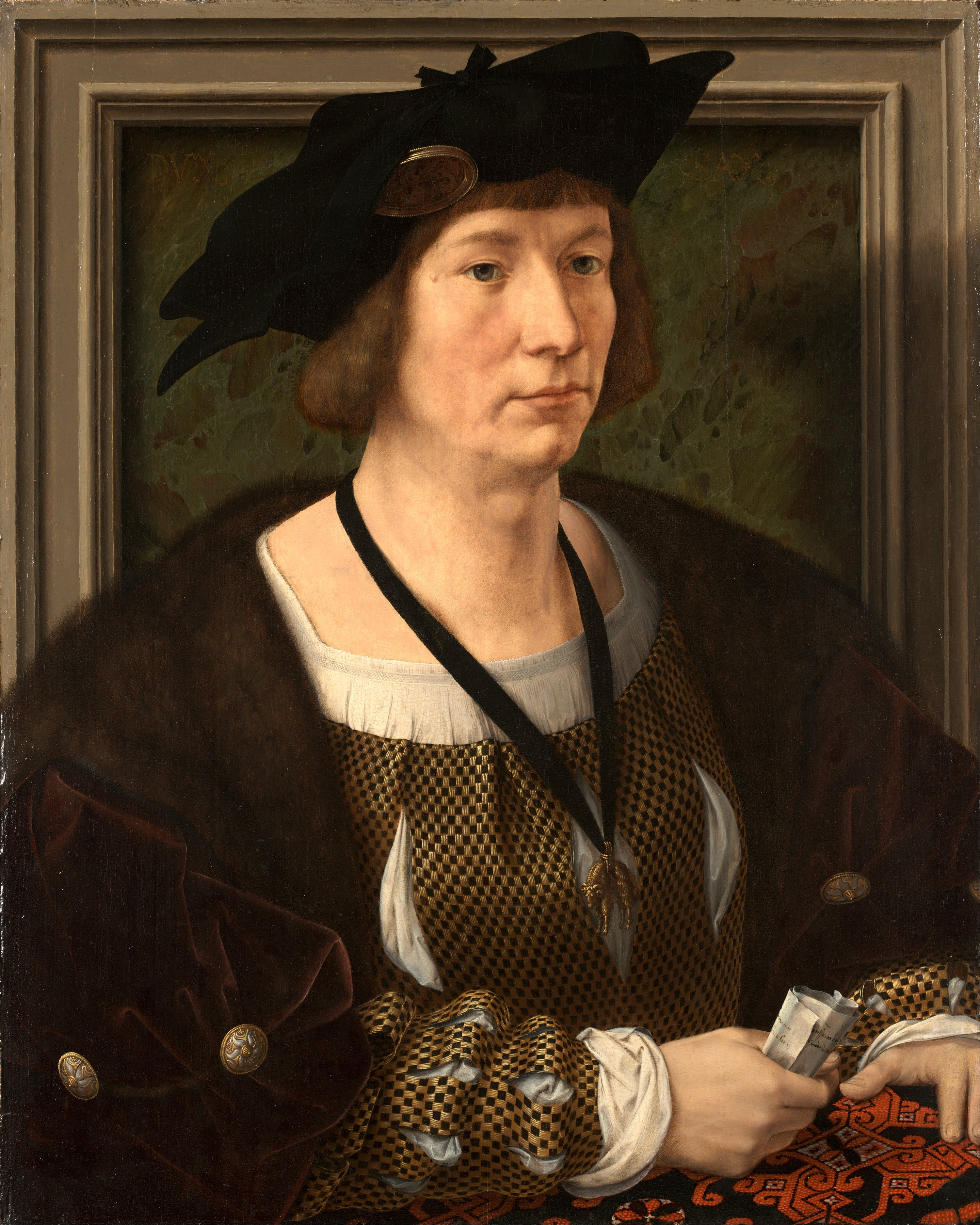
Porträt des Heinrich III. von Nassau, um 1516
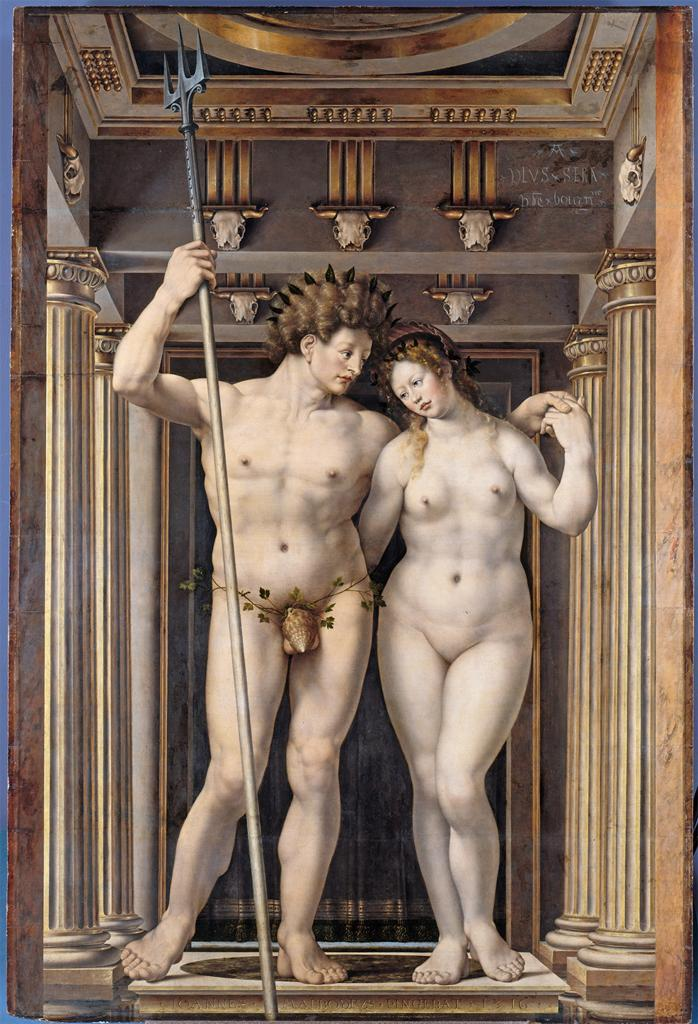
Neptun und Amphitrite, 1516
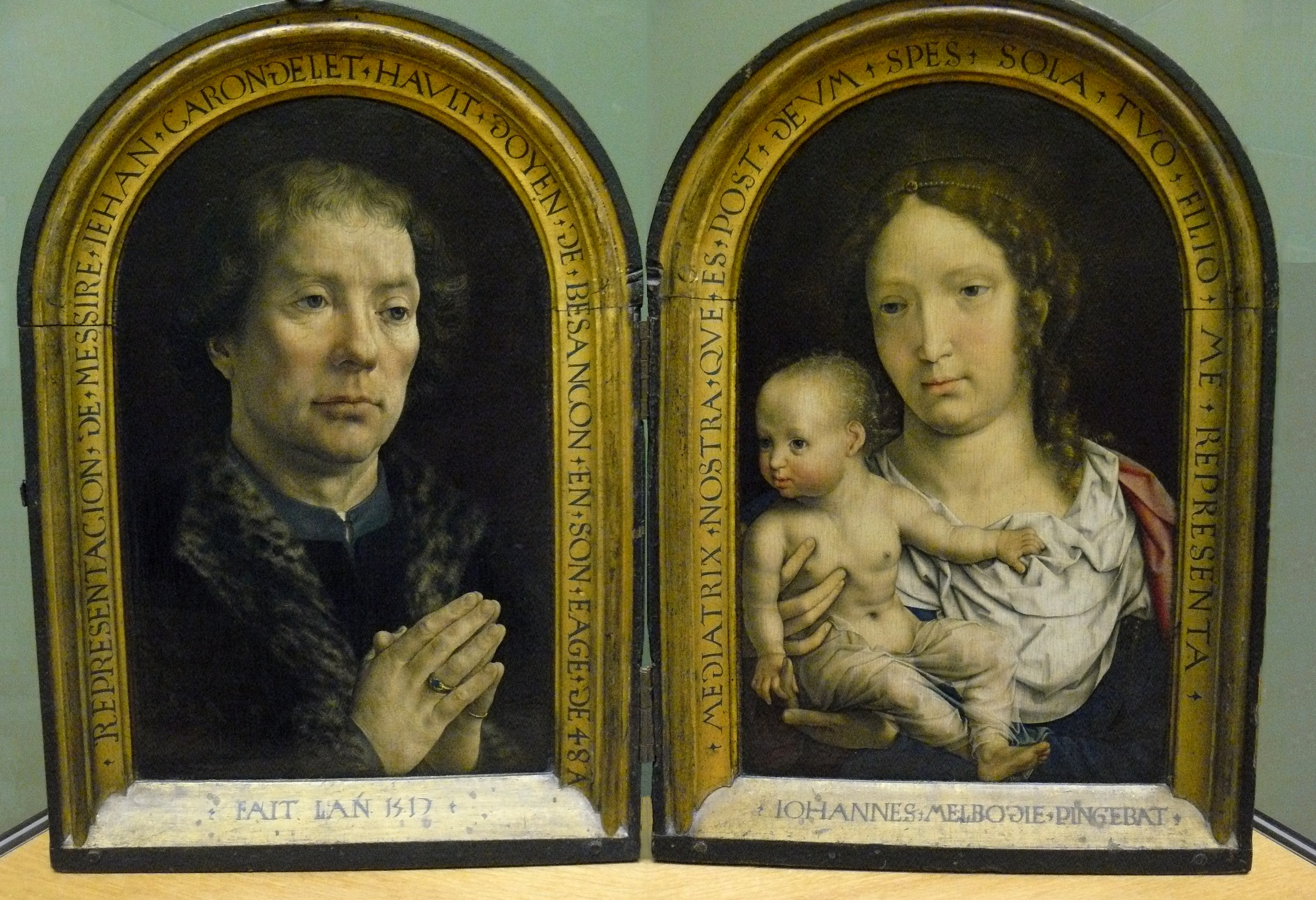
Carondelet-Diptychon, 1517
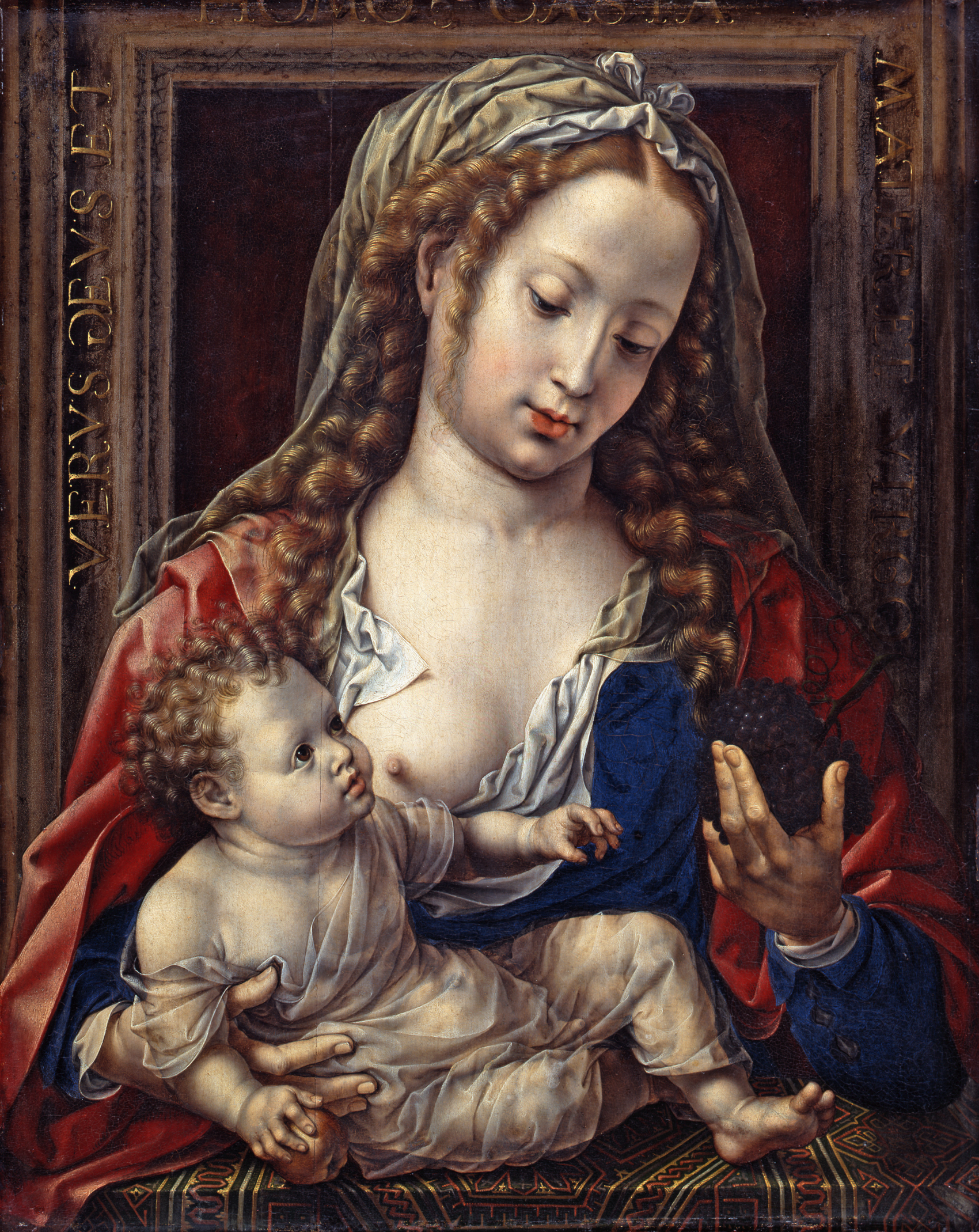
Maria mit dem Kinde, um 1525/30
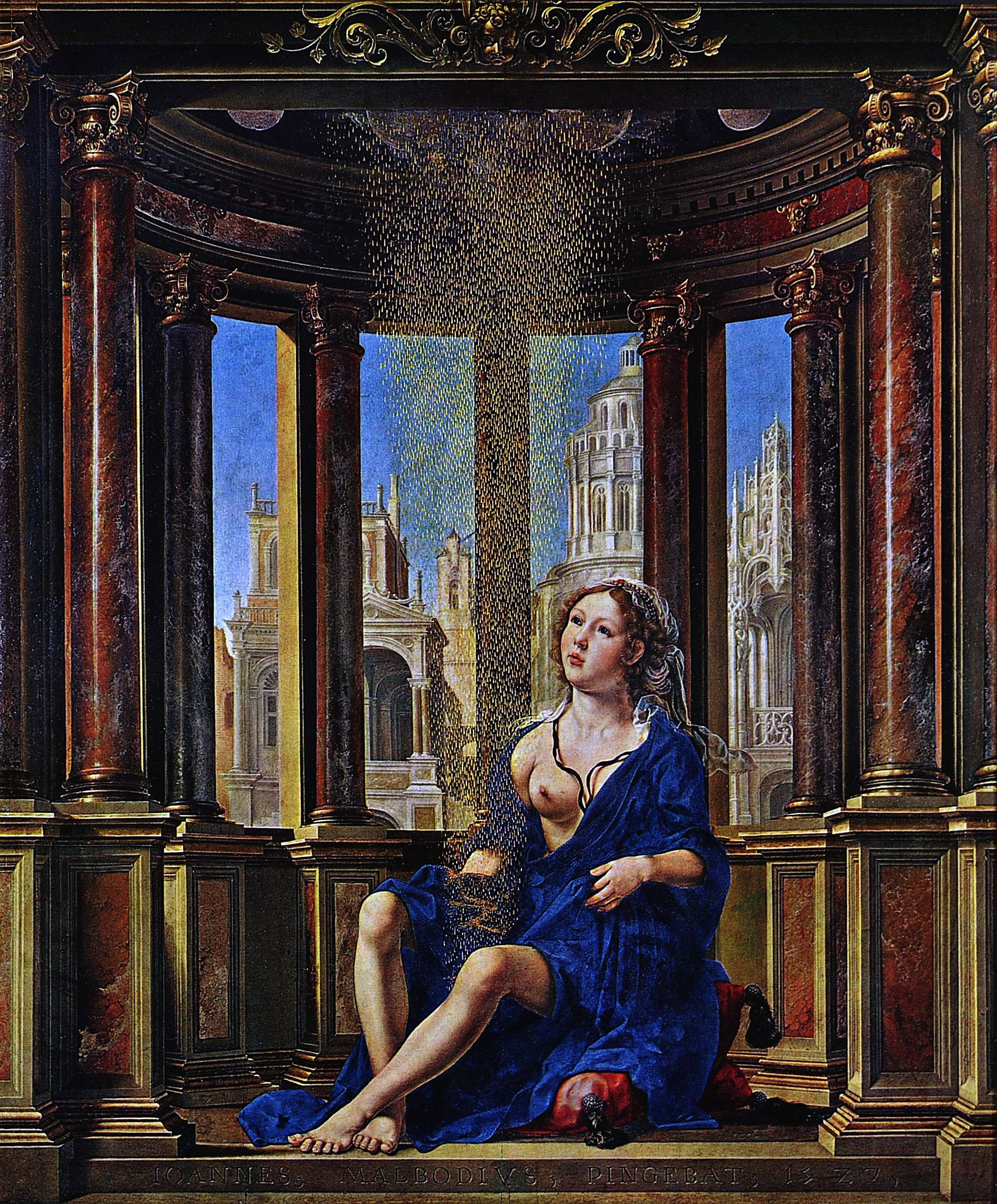
Danaë, 1527
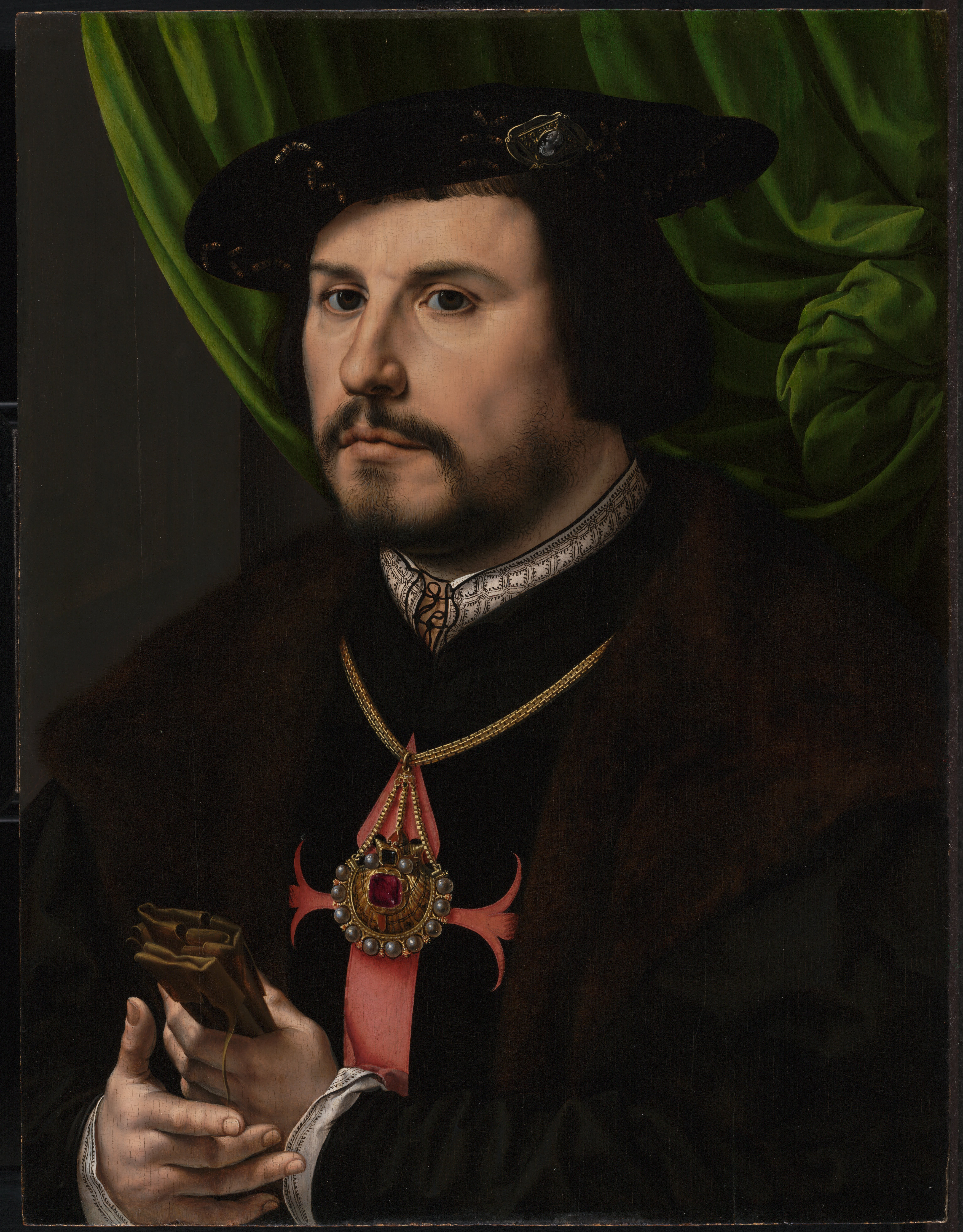
Porträt des Francisco de los Cobos y Molina, um 1530/32
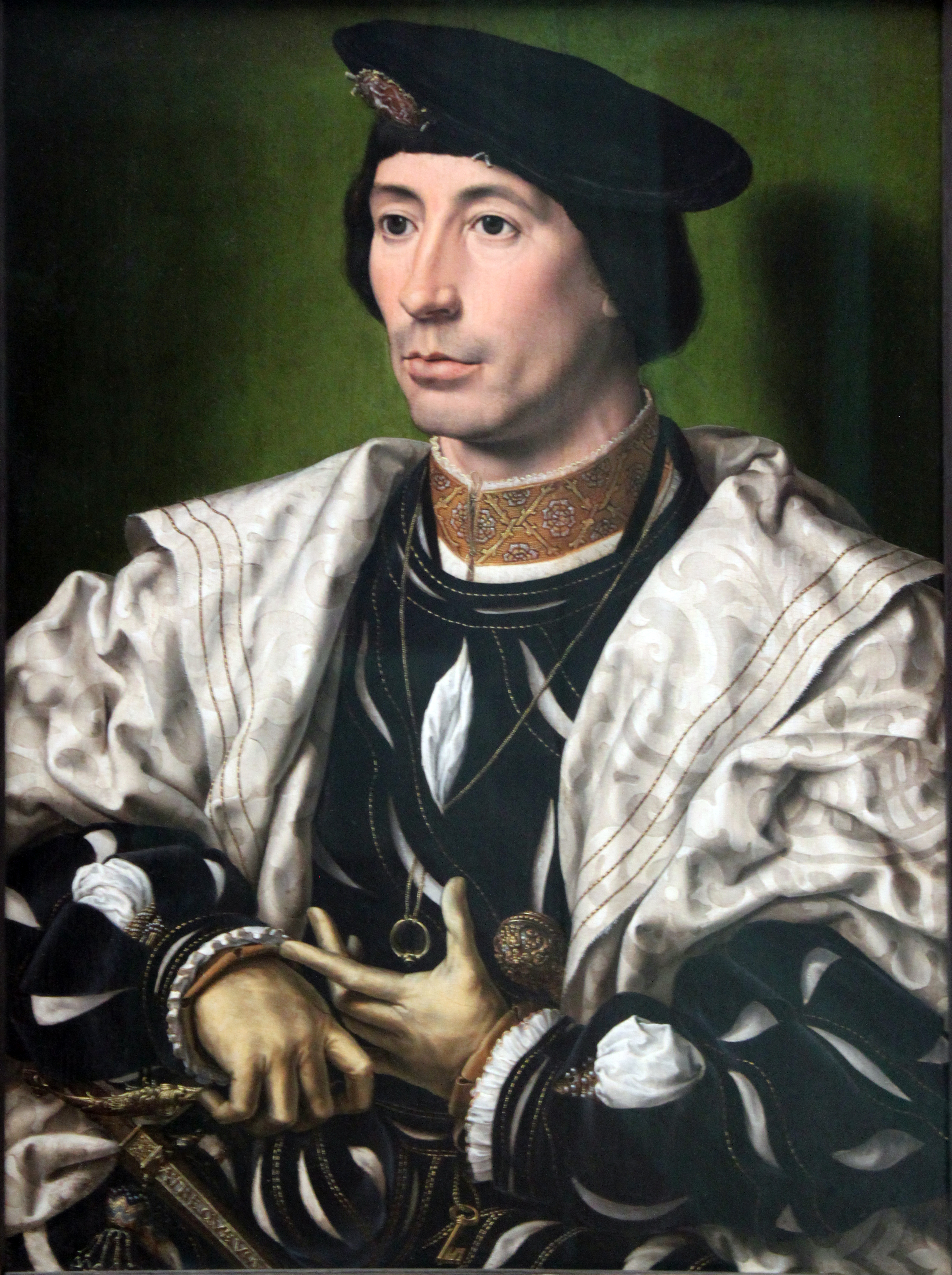
Porträt eines vornehmen burgundischen Herren, um 1530/40